# Republiken Moldaviens socialistiska parti
Republiken Moldaviens socialistiska parti (rumänska: Partidul Socialiştilor din Republica Moldova, PSRM, ryska: Партия социалистов Республики Молдова, Partija socialistov Respubliki Moldova) är ett proryskt socialistiskt politiskt parti i Moldavien. 
Partiet bildades 1997 av medlemmar från Moldaviens socialistiska parti.
Mellan 2005 och 2011 hette partiet Moldaviens socialistiska parti «Fosterland», förkortat PSMPR.
I november 2016 valdes partiets ledare Igor Dodon till Moldaviens president.